# Goldstirn-Trugschmätzer

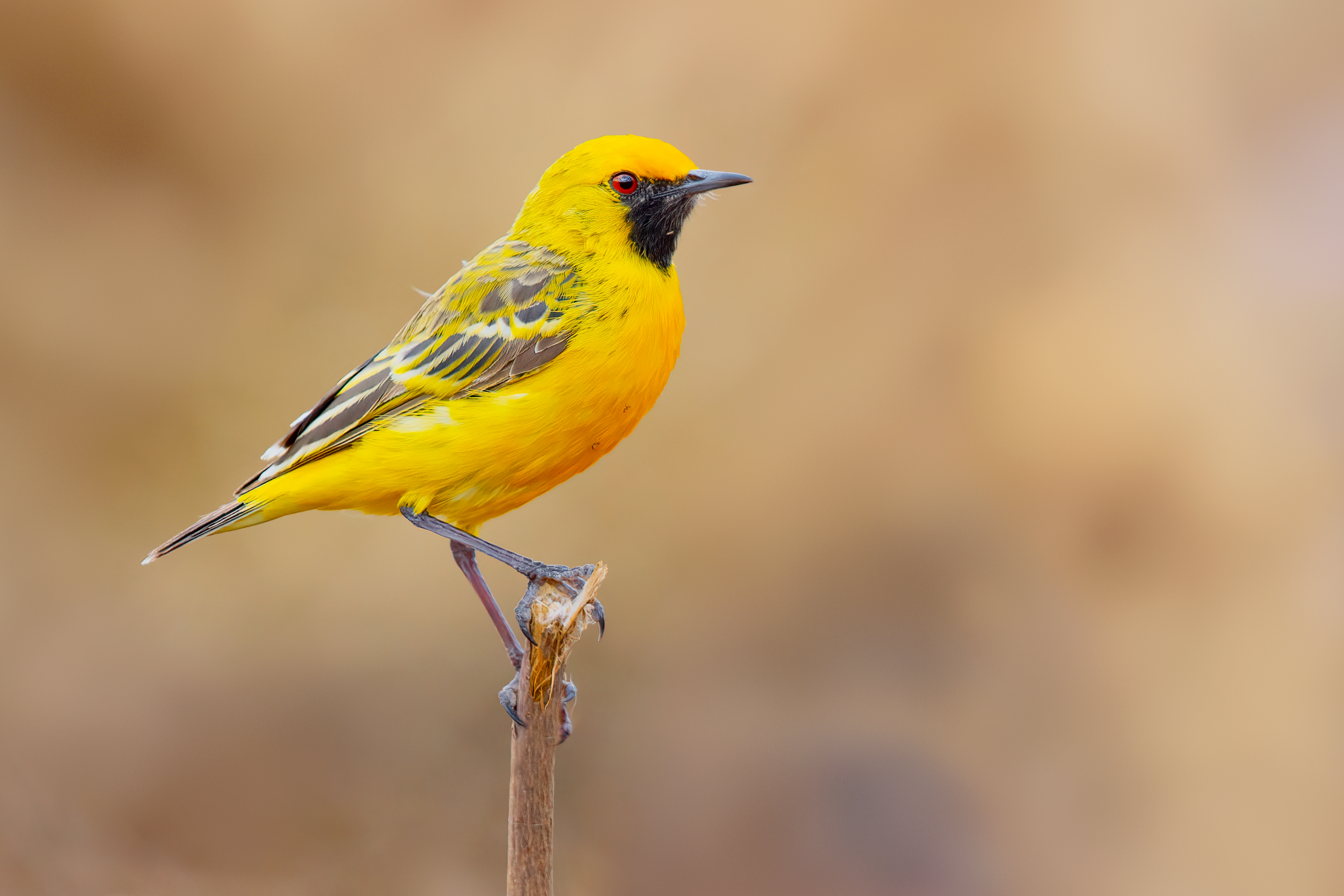
Männchen in Lake Cargelligo (Lachlan Shire)

Der Goldstirn-Trugschmätzer (Epthianura aurifrons)  ist ein endemisch in Australien vorkommender Singvogel aus der Familie der Honigfresser (Meliphagidae).

## Merkmale
Goldstirn-Trugschmätzer erreichen eine Gesamtlänge von ca. 12 Zentimetern und ein Gewicht von 8 bis 13 Gramm. Zwischen den Geschlechtern besteht bezüglich der Gefiederfarbe ein deutlicher Sexualdimorphismus. Die Männchen sind auf Kopf und Unterseite goldgelb, auf  dem Rücken oliv gelb gefärbt. Die Flügel- sowie die Schwanzfedern haben eine graubraune bis olivbraune Farbe und sind überwiegend gelblich oder weißlich eingefasst. Gesicht und Kehle sind schwarz. Den Weibchen fehlt die schwarz gefärbte Kehle. Sie sind generell etwas blasser gelb gefärbt als die Männchen. Die Iris bei beiden Geschlechtern ist rot.

## Ähnliche Arten
Bei den Männchen des Safrantrugschmätzers  (Epthianura crocea) fehlt die schwarze Kehle. Sie zeigen lediglich einen schwarzen Fleck auf der Brust. Die Weibchen unterscheiden sich durch den cremefarbenen Bauch.

## Verbreitung, Unterarten und Lebensraum
Die Art kommt in Australien verbreitet vor. In den Küstengebieten ist sie jedoch selten. Die Vögel bewohnen hauptsächlich offene Regionen mit Gebüsch- und Strauchvegetation. Ihr Verhalten ist nomadisch, d. h. sie wechseln ihr Aufenthaltsgebiet in unregelmäßigen Abständen. Ein Ortswechsel wird häufig durch Wetterbedingungen bestimmt. Wenn aufgrund von Trockenzeiten die Verfügbarkeit von Nahrung in einem Gebiet schwindet, werden Wanderungsbewegungen ausgelöst. Die Höhenverbreitung erstreckt sich vom Meeresspiegel bis auf 630 Meter. Unterarten werden nicht geführt.

## Lebensweise
Goldstirn-Trugschmätzer treten meist in Gruppen von etwa 15 Vögeln auf, es wurden aber auch schon Schwärme von bis zu 400 Individuen beobachtet. Zuweilen bilden sie Gemeinschaften mit Scharlachtrugschmätzern (Epthianura tricolor) und Weißgesicht-Trugschmätzern (Epthianura albifrons), gelegentlich auch mit Australischen Zebrafinken (Taeniopygia castanotis). Als Nahrung dienen den Goldstirn-Trugschmätzern in erster Linie Wirbellose, beispielsweise Ameisen, Fliegen, Käfer, Insektenlarven, Heuschrecken und Spinnen, die vom Boden oder von Sträuchern aufgelesen werden. Gelegentlich werden auch Samen aufgepickt.
Zu Beginn der Brutzeit lösen sich die Gruppen auf und es bilden sich Paare. Die Fortpflanzung kann bei geeigneten Bedingungen jederzeit das ganze Jahr hindurch stattfinden. Schwerpunkte dabei sind die Monate August bis November. In einer Brutsaison finden zuweilen drei Bruten statt. Die meisten Nester werden in der Nähe des Bodens in Sträuchern angelegt. Nur die Weibchen bauen ein tassenförmiges Nest, das hauptsächlich aus trockenem Gras, Tierhaaren, Wurzeln und Zweigen gebildet wird. Nach dem Nestbau verteidigt das Männchen sein Weibchen und sein Revier gegen Artgenossen, die in das Territorium eindringen. Wenn ein Fressfeind in der Nähe des Nestes auftaucht, simulieren die Eltern eine Verletzung und locken den Feind als vermeintlich leichte, immobile Beute vom Nest weg. Abhängig von den klimatischen Bedingungen legt das Weibchen drei oder vier Eier. Nach etwa 11 Tagen schlüpfen die Küken, die von beiden Eltern gefüttert werden und nach ca. zehn Tagen das Nest verlassen. Sie verbleiben dann zunächst in der Nähe, versteckt unter Sträuchern und werden von den Eltern solange weiterhin versorgt, bis sie sich einer lokalen Gruppe anschließen.

## Gefährdung
Da die Bestände des Goldstirn-Trugschmätzers stabil sind, wird die Art von der Weltnaturschutzorganisation IUCN als „least concern = nicht gefährdet“ geführt.